# جان توماس دی برگ
جان توماس دی برگ (انگلیسی: John de Burgh, 13th Earl of Clanricarde; ۲۲ سپتامبر ۱۷۴۴ – ۲۷ ژوئیهٔ ۱۸۰۸) نظامی و بازیکن کریکت اهل پادشاهی متحد بریتانیای کبیر و ایرلند بود.